# Ton Roosendaal
Ton Roosendaal (20 de marzo de 1960) es un desarrollador de software y productor cinematográfico neerlandés. Es el desarrollador en jefe y creador del programa de animación 3D Blender, a la vez, Director ejecutivo de la Fundación Blender. También es el productor de los cortometrajes de animación 3D Elephants Dream, Big Buck Bunny y Sintel, que han sido creados con herramientas totalmente libres, entre las que se cuenta Blender.
En 1998, Ton Roosendaal fundó la empresa NaN (Not a Number Technologies) para continuar con el desarrollo y la distribución de Blender. Tras la bancarrota de NaN, los deudores decidieron licenciar Blender bajo la licencia GPL por una suma de 100.000€. Por esta razón, el 18 de julio de 2002 Ton Roosendaal creó una empresa con el objetivo de recaudar fondos. El 7 de septiembre ya se habían recogido las suficientes donaciones. Esta estrategia de recolección de fondos a partir de donativos se conoce como Street Performer Protocol.